# Christian Pesin
Christian Pesin est un footballeur français né le 7 mars 1957 à  Clastres (Aisne). Il a été défenseur ou milieu défensif à Valenciennes, Quimper et Caen

## Biographie
Christian Pesin joue principalement en faveur du club de Valenciennes.
Il participe à 104 matchs en 1re division et 130 matchs en 2e division. Il est international militaire et universitaire.
Après avoir été entraîneur-joueur pendant trois ans au FC Bressuire (DH Centre Ouest), il assure sa reconversion dans l'Éducation nationale. 
Il est alors enseignant en économie-gestion et intervient dans les classes de BTS (comptabilité et gestion des organisations) et DCG (diplôme de comptabilité et gestion) au lycée Madame-de-Staël de Saint-Julien-en-Genevois (74), à l'IUT de Chambéry et de Grenoble
Il a entraîné régulièrement des clubs de niveau ligue ou district en Haute-Savoie.
Désormais à la retraite, il s'occupe de l'encadrement des jeunes joueurs (U7, U9, U11 et U13) à Cruseilles (2020- 2024) puis à l'ASP Villaz (2025)

## Carrière de joueur
- avant 1978 :  FC Clastres, US Chauny (R2) puis Olympique Saint-Quentin (3e division nationale)
- 1978-1984 :  US Valenciennes-Anzin (1re et 2e division)
- 1984-1986 :  Stade Quimpérois (2e division)
- 1986-1988 :  SM Caen (2e division)[1]

## Source
- Col., Football 82, Les Guides de l'Équipe, 1981, cf. page 46